# فندی الفایز
فندی الفایز (عربی: فندي عباس عواد الفايز؛ ۱۸۰۰ – ۱۴ آوریل ۱۸۷۹) سیاستمدار بود.
او به‌طور گسترده به عنوان تأثیرگذارترین شخصیت در بنی صخر و یکی از قدرتمندترین شخصیت‌های قبیله‌ای در عربستان در قرن نوزدهم شناخته می‌شود.
وی بین سال‌های ۱۸۲۰ تا ۱۸۷۹ میلادی فعالیت می‌کرد.